# ایوان یارمچوک
ایوان یارمچوک (اوکراینی: Іван Іванович Яремчук؛ زادهٔ ۱۹ مارس ۱۹۶۲) بازیکن فوتبال اهل اتحاد جماهیر شوروی سوسیالیستی است.
از باشگاه‌هایی که در آن بازی کرده‌است می‌توان به باشگاه فوتبال بلاو-وایس ۹۰ برلین، باشگاه فوتبال کاماز نابرژنیه چلنی، باشگاه فوتبال بوهمیانس ۱۹۰۵، باشگاه فوتبال هرتابرلین، باشگاه فوتبال آرسنال کی‌یف، باشگاه فوتبال دینامو کی‌یف، باشگاه فوتبال اسپارتاک ایوانو-فرانکیفسک، و باشگاه فوتبال فورسکلا پولتاوا اشاره کرد.
وی همچنین در تیم ملی فوتبال شوروی بازی کرده‌است.